# Gare de Rånåsfoss
La gare de Rånåsfoss est une gare ferroviaire de la Kongsvingerbanen située dans la commune de Sørum.

## Situation ferroviaire
La gare, établie à 122.5 m d'altitude, est située à 45.11 km d'Oslo.

## Service des voyageurs

### Desserte
La halte est desservie par des trains locaux en direction de Kongsvinger et d'Asker. 

### Intermodalités
La gare possède un parking de 60 places. Un arrêt de bus se trouve à proximité de la gare.